# 平バイパス
平バイパス（たいらバイパス）は、福島県いわき市内の国道49号バイパスである。全線が、国土交通省が直轄管理を行う指定区間に指定されている。
いわき市内におけるバイパス網路線の一つで、市内の東西軸の一部となる。好間町周辺の混雑を緩和するとともに、常磐バイパスとの接続を行うために計画され、全線4車線の全長約8キロメートル（km）のバイパス路線。
名称は、いわき市の一部分であり、かつて自治体名でもあった平に因む。

## 概要

### 道路諸元
- 起点：福島県いわき市常磐上矢田町沼平
- 終点：福島県いわき市好間町北好間
- 延長：7.7 km
- 道路規格：第3種第1級
- 道路幅員：完成25.0 m
- 車線数：完成4車線
- 車線幅員：3.5 m
- 設計速度：80 km/h

### 概説
国道49号は福島県浜通りのいわき市から福島県内の中通り・会津を横断して新潟県新潟市に至る広域幹線道路であり、並行する磐越自動車道と共に常磐自動車道・東北自動車道・北陸自動車道と連結する事で域内の物流基盤を構成している。
いわき市内においては、磐越道の終点であるいわきJCTがやや内陸に位置する関係で、重要港湾である小名浜港など沿岸部へ向かう自動車が国道を頻繁に往来する一方、国道6号常磐バイパスから常磐道（いわき中央IC）へのアクセス道路となっているほか、当該道路は地域住民の生活道路としても機能しており、交通混雑と安全性の問題および沿線住民の住環境への影響が懸念された。こうした状況を踏まえ、いわき市中心市街地を迂回すべく国道49号のバイパスとして計画されたのが平バイパスである。全体事業は2010年時点で420億円を見込む。
1972年度（昭和47年度）に調査に着手し、1981年度（昭和56年度）に事業化。起点のいわき市常磐上矢田町から同市内郷御厩町までの3.3 km区間を1工区、いわき市内郷御厩町から同市好間町中好間までの2.6 km区間を2工区、いわき市好間町中好間からバイパス終点となる同市好間町北好間までの1.8 km区間を3工区として分類し整備が進められ、1988年（昭和63年）3月に2工区および3工区が、1995年（平成7年）9月に1工区がそれぞれ暫定2車線で開通した。
以降も交差点改良や4車線化拡幅が進められ、2014年度末時点で草木橋 - 番匠値地交差点間（2.0 km）を除き4車線で供用されていた。同区間では主要土木構造物となる延長262 mの上荒川トンネルと延長374 mの五郎内トンネルが2014年（平成26年）8月より掘削工事に着手しており、2016年（平成28年）2月に五郎内トンネルが貫通した。2017年（平成29年）3月28日に平上荒川 - 内郷御厩町間（2.0 km）が4車線化され、これにより全線4車線となった。
また、国道49号では平バイパスに続く区間として、2011年度（平成23年度）よりいわき中央IC交差点以西にて「北好間改良」を事業化しており、安全性・定時性の確保により更なる域内連携の強化を目指している。

## 沿革
- 1972年度（昭和47年度）：調査着手[5]
- 1981年度（昭和56年度）：2・3工区（いわき市内郷御厩町-同市好間町北好間、延長4.4 km) 事業化[5]
- 1983年度（昭和58年度）：2・3工区の用地買収着手[5]
- 1984年度（昭和59年度）：2・3工区の工事着手[5]
- 1987年度（昭和62年度）：1工区（いわき市常磐上矢田町 - 同市内郷御厩町間、延長3.3 km) 事業化[5]
- 1988年（昭和63年）3月23日：2・3工区を暫定2車線で供用開始[5]
- 1989年度（平成元年度）：1工区の用地買収および工事着手[5]
- 1995年（平成7年）9月4日：上矢田交差点（いわき市常磐上矢田町） - 番匠地交差点（内郷御厩町）(延長3.3 km) 2車線で供用開始し、これに伴い暫定ながら全線開通[5]
- 1996年（平成8年）3月：終点側のいわき市好間町北好間 - 同市好間町上好間（延長0.7 km）4車線化完成[5]
- 2000年（平成12年）11月：番匠地交差点の暫定2車線立体化およびいわき市好間町上好間 - 同市好間町中好間（延長1.1 km）4車線化完成[5]
- 2002年（平成14年）3月：いわき市好間町中好間 - 同市好間町中好間の向山交差点間（延長0.8 km）4車線化完成[5]
- 2002年（平成14年）12月：上矢田交差点の立体化完成[5]
- 2008年（平成20年）12月15日：いわき市好間町中好間 - 番匠地交差点（内郷御台境町）間（延長0.9 km）4車線化完成[5]
- 2011年（平成23年）1月18日：上矢田交差点（いわき市常磐上矢田町南ノ沢） - 草木交差点（平上荒川字林作）（延長0.8 km）4車線化完成[5]
- 2013年（平成25年）2月17日：いわき市内郷御台境町 - 同市内郷御厩町間（延長0.9 km）のうち、内郷高架橋上り線を除く部分の4車線化完成[5]
- 2013年（平成25年）7月21日：内郷高架橋（延長569 m）4車線化完了
- 2014年（平成26年）11月5日：いわき中央IC入口交差点下り線拡幅完了[7][注釈 1]
- 2017年（平成29年）3月28日：草木交差点（いわき市平上荒川字林作） - 番匠地交差点（同市内郷御厩町）間（延長2.0 km）4車線化完了し、これにより事業完了[4]

## 道路施設
草木橋
- 全長：155.0m
- 幅員：10.4m / 10.9m（上り / 下り）
- 竣工：1995年 / 2010年（上り / 下り）[8]

平上荒川字草木にて、二級水系滑津川水系草木川とそれに並行する市道を渡る。
林作こ道橋
- 全長：31.6m / 31.2m（上り / 下り）
- 幅員：12.0m / 15.0m（上り / 下り）
- 竣工：1994年 / 2009年（上り / 下り）[9]

平上荒川字林作の立体交差点にて一級市道上荒川台山線を渡る跨道橋である。
上荒川トンネル
- 全長262.0m / 270.0m（上り / 下り）
- 幅員：7.0m / 8.0m（上り / 下り）
- 高さ：4.7m / 4.5m（上り / 下り）
- 施工：日本国土開発 / 竹中土木（上り / 下り）
- 竣工：1993年 / 2016年（上り / 下り）[10][11][12]

平上荒川字林作から字熊下に至る。
上荒川橋
- 全長：130.5m / 119.0m（上り / 下り）
- 幅員：10.5m×2
- 竣工：1994年 / 2016年（上り / 下り）[9]

平上荒川字熊下にて二級水系滑津川とそれに並行する市道を渡る。
五郎内橋
- 全長：139.0m / 118.5m（上り / 下り）
- 幅員：10.5m×2
- 竣工：1992年 / 2016年（上り / 下り）[9]

平上荒川字熊下にて二級水系滑津川左岸支流とそれに並行する市道を渡る。
五郎内トンネル
- 全長：374m / 367.0m（上り / 下り）
- 幅員：7.0m / 8.0（上り / 下り）
- 高さ：4.7m / 4.5m（上り / 下り）
- 施工：大成建設 / 竹中土木（上り / 下り）
- 竣工：1992年 / 2016年（上り / 下り）[10][11][12]

平上荒川字熊下から内郷御厩町字滝ノ作に至る。
みまや徳姫跨道橋
- 全長：34.4m / 34.1m（上り / 下り）
- 幅員：8.8m×2
- 竣工：2000年 / 2011年（上り / 下り）[8][13]

内郷御厩町字番匠地の番匠地交差点にていわき市道内郷平線を渡るオーバーパスである。
内郷高架橋
御台境橋
- 全長：115.0m
- 幅員：10.5m×2
- 竣工：1987年 / 2007年（下り）[14]

内郷御台境町字鬼越、上鬼越に位置し、市道を渡る。
スポットパーク好間
好間町下好間字向山の当バイパス上り線側にある、いわき市公園緑地観光公社が管理する公園である。道路利用者に休息とふれあいの場を提供するために設置され、駐車場（16台）、四阿、ベンチ、トイレ、自動販売機が整備されている。
新町田橋
熊谷橋
- 全長：21.7m
- 幅員：26.8m
- 竣工：1988年[8]

好間町北好間字北町田、字南町田、字清水の境界に位置し、二級水系夏井川水系好間川支流井田木川を渡る。当バイパスの終点部であり、いわき中央インター交差点と隣接し、上空を常磐自動車道いわき中央橋が交差する。

## 交通量
2015年度（平成27年度道路交通センサスより）
平日24時間交通量（台）
- いわき市草木台 : 33067
- いわき市好間町中好間 : 17006
- いわき市好間町北好間 : 11131

## 地理

### 交差する道路
- 国道6号常磐バイパス（常磐上矢田町字沼平　上矢田交差点）（起点）
- いわき市道上荒川台山線（平上荒川字林作）
- いわき市道内郷平線（内郷御厩町字番匠地　番匠地交差点）
- いわき市道北好間高坂線（好間町北好間字向町田　向町田交差点）
- いわき市道御台境町北好間線（旧国道49号）（好間町北好間字北町田　上り線からの流出のみ）
- 常磐自動車道（いわき中央IC）